# Христианские отряды миротворцев
Христиа́нские отря́ды миротво́рцев, или Христиа́нская миротво́рческая кома́нда (англ. Christian Peacemaker Teams (CPT)) — международная организация, созданная в 1988 году для поддержки миротворческих групп, работающих в зонах военных конфликтов по всему миру. CPT считают, что они могут снизить уровень насилия с помощью прямых ненасильственных действий, мониторинга соблюдения законов о правах человека и обучения ненасильственным действиям. CPT определяет цель своей работы как: «…взять на себя задачу уменьшить насилие, встав у него на пути».
В CPT состоят свыше 30 активистов, занятых полный рабочий день, и более 150 резервистов, которые в настоящее время работают в Колумбии, Ираке, на Западном берегу реки Иордан, на границе США и Мексики. Офисы располагаются в Торонто и в Чикаго.

## CPT ихристианство
Корни CPT ― в исторической традиции «мирных церквей» Северной Америки: Церкви меннонитов США, Церкви меннонитов Канады, Братской церкви (бретренов), Религиозном обществе друзей (квакеров). Кроме того CPT получает финансовую поддержку от целого ряда антивоенных организаций католиков, баптистов, пресвитерианцев. В зонах вооруженных конфликтов CPT работает в партнерстве с мусульманскими, еврейскими и светскими антивоенными организациями, такими как «Международное движение солидарности» (International Solidarity Movement) и «Международные бригады мира» (en:Peace Brigades International).
Хотя CPT является христианской организацией, она не занимается никаким видом миссионерской деятельности. Их официальный сайт гласит: «Хотя Миротворцы избрали следование за Иисусом Христом, они никого не обращают в свою веру». Отсюда возникает вопрос о том, что их отличает от аналогичных «светских» организаций.
Все организации похожи друг на друга тем, что все они работают, чтобы остановить насилие, но, ― как говорится на сайте CPT, ― мы имеем преимущество над светскими организациями: в мусульманских районах христианский характер CPT помогает установить взаимное доверие, потому что мы исходим из общего нам единобожия... CPT не считают, что их приверженность христианству может превратиться в опасный недостаток в тех районах мира, где имеется напряженность между религиями. 
На их сайте также говорится, что постоянные члены CPT являются христианами, но христианская вера не является обязательным требованием для участников краткосрочных акций. Так, например, один из активистов CPT, которого держали в заложниках в Ираке, Хармит Суден Сингх, является сикхом.

## Предшественники
В 1901 году толстовец И. М. Трегубов изложил план создания безоружной «армии щита»:
Если где-нибудь возникнет ссора, драка, бунт, война, то члены безоружной армии должны спешить туда и прекращать их, становясь между дерущимися и воюющими, стараясь сдержать и примирить их не мечом, а любовью, добрым словом, добрым делом, своим телом, с готовностью принимать на себя все удары, побои и смерть, но ни в каком случае не наносить их другим … И таким образом, на место насильственной, нехристианской, формы борьбы со злом, борьбы мечом, мы создадим новую, христианскую форму борьбы с ним, борьбы щитом, а не мечом, и этим избежим двух, одинаково нехристианских, крайностей, о взаимном преимуществе которых до сих пор ведется напрасный спор: насильственного противления и пассивного непротивления злу.
В 1921 году Махатма Ганди в ответ на насильственные беспорядки в Бомбее высказал аналогичную мысль, а в 1957 году его последователь Виноба Бхаве (en:Vinoba Bhave) создал Шанти Сена (en:Shanthi Sena, Мирную Армию). Члены этой армии примиряли ожесточённые столкновения между индусами и мусульманами.
В 1962 году в Бейруте впервые были задействованы интернациональные Всемирные бригады мира за ненасильственные действия (World Peace Brigades for Non-violent Action). Ими было поддержано движение за независимость в Северной Родезии (ныне Замбия); они участвовали в заключении мирного соглашения между центральным правительством и повстанцами в индийском Нагаленде. Проект был закрыт из-за недостатка ресурсов.
В 1981 году в Канаде, под влиянием вторжения СССР в Афганистан, подавления польской Солидарности и угрозы вторжения США в Никарагуа, были созданы Международные бригады мира (en:Peace Brigades International), до сих пор активно действующие в ряде стран как безоружные защитники и телохранители.

## История создания
Источником вдохновения для появления CPT стало выступление Рона Сидера) на Всемирной конференции меннонитов в 1984 году. Сидер обратился с критикой меннонитов и «Братьев во Христе» за то, что их свидетельство о мире свелось всего лишь к отказу от службы в армии:
Если мы, меннониты и «Братья во Христе», не готовы начать тысячами умирать в энергичных, полных драматизма подвигах ради мира и справедливости, то, к сожалению, мы должны признать, что мы действительно никогда не были тем, что мы проповедовали… До тех пор пока удобно устроившиеся североамериканские и европейские меннониты и братья во Христе не готовы рисковать здоровьем, пойти на смерть в ненасильственном сопротивлении несправедливостям нашего общества, в содействии и помощи в Центральной Америке, на Филиппинах и в Южной Африке, мы не смеем даже прошептать ни единого слова о пацифизме нашим сестрам и братьям в тех несчастных странах… Пока мы не готовы заплатить цену миротворчества, мы не имеем права претендовать на это название или проповедовать послание о мире.
После серии встреч, в 1988 году в качестве первого постоянного сотрудника новой организации был нанят Джин Штольцфус). В течение следующих нескольких лет члены CPT изучали различные модели международного миротворчества. В 1990 году, как раз перед войной в Персидском заливе, CPT направила команду из 13 человек в Ирак на 10 дней. Следующие делегации отправились на Гаити и на Западный берег реки Иордан.
Сейчас в CPT состоят свыше 30 активистов, занятых полный рабочий день, которые в настоящее время работают в Колумбии, Ираке, на Западном берегу реки Иордан, на границе США и Мексики, в г. Кеноре, Северо-Западное Онтарио, Канада. Деятельность CPT поддерживается более чем 150 резервистами, которые участвуют в конкретных мероприятиях от двух недель до двух месяцев в году. Планируется создание постоянного корпуса из 65 человек, занятых полный рабочий день, и резервного корпуса в 250 человек. Офисы располагаются в Торонто и в Чикаго, а в последнее время и в Лондонском меннонитском центре. Хранилищем официальных отчётов CPT является Архив Церкви меннонитов США.

## Деятельность миротворцев в Ираке

### До начала военных действий
CPT работает в Ираке с октября 2002 года. С начала Вторжения коалиционных сил в Ирак в 2003 году они были вместе с семьями арестованных американскими вооружёнными силами, поддерживали их и собирали свидетельства о злоупотреблениях в отношении задержанных. В январе 2004 года они выпустили документированный доклад о повсеместных нарушениях прав иракских заключённых со стороны Временной администрации Коалиционных сил, чем привлекли внимание международной общественности к этой проблеме задолго до публикации фотографий заключенных тюрьмы Абу-Грейб.

### Мусульманские отряды миротворцев
Во время работы с представителями Хьюман Райтс Вотч в г. Кербеле Сами Разоули (Sami Rasouli) встретился с активистами CPT. Ему понравилась их самоотверженность, солидарность и отсутствие прозелитизма. В январе 2005 возникла мысль по образцу CPT создать Мусульманские отряды миротворцев. Разоули попросил CPT подготовить мусульманских мужчин и женщин для совместной работы. После недели интенсивного обучения навыкам документации и наблюдения, ненасильственного вмешательства, терпения и преодоления своих предрассудков, 15 мусульман стали миротворцами. Руководителем MPT был избран Сами Разоули, а его помощником Хуссейн-аль-Ибрахими (Hussein Al Ibraheemy). MPT стремятся продемонстрировать ненасилие словом и делом, ставя себя между противоборствующими сторонами, но также выступают в качестве посредников и переговорщиков.

### Захват заложников
26 ноября 2005 года в Багдаде были похищены четыре правозащитника, сотрудничавших с CPT:

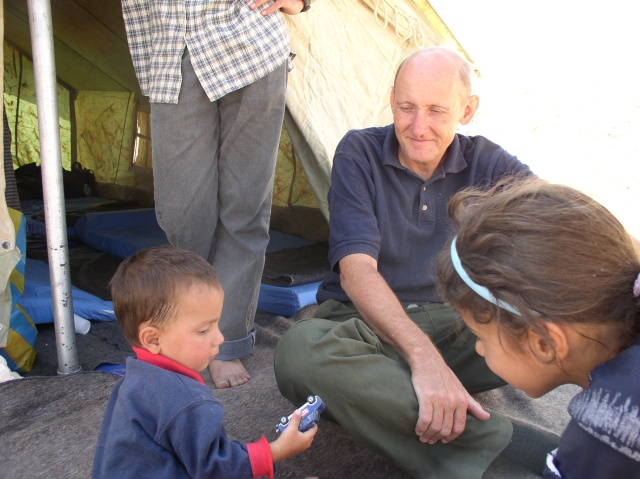
Том Фокс с детьми

- Том Фокс[англ.] (1951—2006), 54 года, США, штат Вирджиния, квакер с 1980, организатор квакерских мероприятий для подростков и молодежи в Балтиморе. Двадцать лет служил в морской пехоте, потом, по словам дочери Кэтрин, принципиально отказался от льгот, предоставляемых военнослужащим, работал бакалейщиком. Ранее участвовал в миротворческой миссии в Палестине.

- Норман Кембер[англ.] (р. 1931), 74 года, Великобритания, Лондон, баптист, участник «Международного Братства Примирения» (en:Fellowship of Reconciliation), в начале 1950-х отказывался от службы в армии и проходил альтернативную службу в больнице, потом стал профессором биофизики и стоматологии.

- Джеймс Лоуни[англ.] (р. 1964), 41 год, Канада, католик, активный участник «Движения рабочих-католиков», соучредитель «Дома гостеприимства», координатор программы CPT в Канаде.

- Хармит Сингх Суден[англ.] (р. 1973), 32 года, Канада, индиец по национальности, родился в Замбии, жил в Новой Зеландии, сикх, инженер-электрик, член организации «Студенты за справедливость в Палестине».

Четвёрка планировала посещение «Ассоциации мусульманских священнослужителей», влиятельной группы суннитских религиозных лидеров, созданной в 2003 году после падения режима Саддама Хусейна. Они были похищены за 100 метров от входа в мечеть, где должна была произойти встреча. Водитель и переводчик не были схвачены.

#### Требования похитителей и реакция CPT
Их похитителями была неизвестная ранее группировка Сейф-аль-Хак («Отряды мечей справедливости»). Заложники были показаны в репортаже, транслированном по всему миру 29 ноября арабским телеканалом Аль-Джазира. Похитители представили своих заложников как шпионов, скрывавшихся под видом христианских миротворцев. Похитители угрожали убить заложников, если США не освободит всех иракских заключённых, содержавшихся в США и Ираке, до 8 декабря 2005 года. Позже они продлили этот срок до 10 декабря 2005 года.
К тому времени с момента свержения режима Саддама Хусейна в Ираке были похищены около 250 иностранцев, и по меньшей мере 39 из них были убиты боевиками.
Более месяца прошло до следующего заявления похитителей. 28 января 2006 года Аль-Джазира передала видеозапись от 21 января 2006 года с указанием, что четверо заложников ещё живы. Похитители заявили, что у США и Великобритании остался последний шанс освободить всех иракских заключённых или заложники будут убиты.
Отличительной особенностью этого инцидента была приверженность жертв принципам ненасилия. CPT осудили действия похитителей, но, исходя из пацифистских принципов, отказались требовать каких-либо насильственных спасательных мер. Это вызвало к похищенным широкое сочувствие и поддержку, с призывами к их скорейшему освобождению со стороны различных христианских, мусульманских и светских организаций на Западе и Ближнем Востоке. При этом сторонники войны критиковали само присутствие CPT в Ираке.
На протяжении всего инцидента, CPT продолжали кампанию защиты прав иракцев, стараясь связать поддержку своих активистов с поддержкой «тысяч иракцев, которые в настоящее время незаконно задержаны», и считали, что «незаконная оккупация Ирака … является основной причиной отсутствия безопасности, которая и привела к этому похищению».

#### Хронология событий
- 30 ноября 2005 года: во время пресс-конференции, прошедшей в одной из мечетей Хеврона, лидеры палестинской группировки «Национальные исламские силы» потребовали освободить четырёх членов CPT. Они подчеркнули, что эта организация выступала против вторжения в Ирак. Шейх Наджиб Аль-Джа’абри рассказал журналистам о своей многолетней совместной работе с CPT. Освободить заложников также призвал представитель Народного фронта освобождения Палестины Абдул Алим Дана и другие палестинские лидеры. Представитель Хевронского университета рассказал о том, как активисты организации помогали открывать этот вуз после того, как он был закрыт израильскими властями[11].

Немедленно освободить христианских активистов призвал и лидер Лютеранской Церкви Святой Земли епископ Муниб Юнан. «Из Иерусалима, города мира, я призываю вас отпустить этих апостолов мира и друзей всех угнетённых народов, ― говорится в письме, которое лидер палестинских лютеран адресовал боевикам Сейф-аль-Хака. ― Обвинения в том, что члены CPT ― агенты американского правительства, кажутся нелепыми всякому, кто знаком с их работой и кто бывал в домах палестинцев, с которыми они живут. Они не представляют никакое правительство, ими движет лишь их вера и нежелание смиряться с несправедливостью».
- 3 декабря: Исламская партия Ирака, главная суннитская политическая партия в Ираке, призвала к освобождению заложников.
- 5 декабря: онлайн-петицию, призывающую к освобождению заложников, подписали более чем 13 000 человек, в том числе писатели Ноам Хомский и Арундати Рой[12].
- 6 декабря: было распространено видеообращение, в котором заложники уверяли, что они находятся в хорошей физической форме. На видео Суден и Лоуни показаны несвязанными и принимающими пищу, в то время как Фокс и Кембер были в наручниках. Кембер просит Тони Блэра вывести все британские войска из Ирака.

В тот же день, Эхаб Латиф (Ehab Lotayef), представитель Канадского исламского конгресса, отправился из Канады в Багдад. Он прибыл в Ирак 9 декабря и передал телевизионное обращение к похитителям, заявив, что Христианские Миротворцы всегда поддерживали права человека для арабов в Ираке и Палестине. Кроме того дочь Тома Фокса, Кэтрин, появилась в новостях на Эй-би-си с просьбой о его освобождении.
- 7 декабря: дополнительная просьба об освобождении заложников поступила из британской тюрьмы, от радикального мусульманского священнослужителя Абу Катада[13].

Позднее в тот же день появилось ещё одно видео от похитителей, в котором они продлили срок исполнения своих требования до субботы, 10 декабря. На этом видео показаны только Фокс и Кембер, одетые в оранжевые комбинезоны ― такие, которые носили заключенные на фотографиях из тюрем Абу-Грейб и Гуантанамо. Некоторые комментаторы, например, корреспондент ВВС Кэролайн Хоули (Caroline Hawley), предположили, что к Лоуни и Судену, возможно, отнеслись иначе, чем к Фоксу и Кемберу, так как первые два являются канадцами, а Канада не поддерживает вторжения в Ирак. Это предположение основано на очевидных различиях в обращении с заложниками на втором видео (в котором только Фокс и Кембер были связаны) и на третьем (в котором показаны только Фокс и Кембер). Прозвучало и сообщение, что Том Фокс в течение длительного времени служил в морской пехоте США. Близкие Лоуни и представители СМИ договорились не сообщать о том, что он является гомосексуалистом, чтобы не ухудшить его положение.
- 9 декабря: бывший узник Гуантанамо, Моаззам Бекх (en:Moazzam Begg), призвал к освобождению заложников, заявив, что оранжевые арестантские одежды заложников напомнили ему о его собственном аресте. В тот же день призыв к освобождению заложников был сделан Мохаммедом Махди Акефом (en:Mohammed Mahdi Akef), главой египетских «Братьев-мусульман»[16].
- 10 декабря: второй срок закончился во второй половине дня, без новых сообщений от похитителей о состоянии заложников. Дочь Фокса выступила с заявлением, сказав, что она и её отец считают, что иракский народ имеет законное право возмущаться оккупацией войсками США, но «эти проблемы, однако, не будут решены путём лишения жизни моего отца». Кроме того, известная американская антивоенная активистка Синди Шихан призвала к освобождению заложников на митинге в Лондоне[17].
- 12 декабря: кардинал Кормак Мёрфи-О’Коннор отправил своё приветствие и обращение в поддержку молитвенного бдения, проходившего на Трафальгарской площади в Лондоне, сказав, что он тоже молился за освобождение заложников, и в конце подчеркнул: «Я призываю поступить с похитителями милостиво, как Бог милостив к нам, и отпустить их»[18].
- 25 декабря: семьи заложников разместили во многих иракских газетах сообщение, в котором повторялись предыдущие призывы видных мусульман к освобождению пленников.
- 4 января 2006 года: CPT объявили, что несколько активистов будут проводить публичное богослужение в Парке Лафайета, за Белым Домом, с 6 января по 9 января, или пока им не будет устроена встреча с президентом Джорджем Бушем[19].
- 28 января: Аль-Джазира транслировала видео от 21 января, где были показаны четверо заложников. Появилось видеообращение от похитителей, где они предоставляли американским властям «последний шанс … освободить всех иракских заключенных в обмен на освобождение заложников; в противном случае их судьбой станет смерть»[20].
- 7 марта: Аль-Джазира передала новую видеозапись от 28 февраля. Она показала Кембера, Лоуни и Судена, говорящими в камеру, но при этом не было звука и не содержалось никаких требований похитителей. Все трое выглядели, насколько можно судить, хорошо. Тома Фокса не показали[21][22].

- 10 марта тело Тома Фокса было найдено на мусорной свалке в Багдаде. Он был убит огнестрельными ранениями в голову и грудь. Руки у него были связаны. Агентство CNN сообщило, что по утверждениям иракских полицейских, на теле Фокса были обнаружены следы пыток[23]. Это сообщение было широко распространено и в других средствах массовой информации, хотя никакие другие источники не были названы. Первоначальное сообщение было поставлено под сомнение членами CPT, которые утверждали, что они сами не видели следов пыток при осмотре тела в похоронном бюро и на экспертизе лица и рук Фокса, проведенной сразу же после обнаружения тела[24]. CPT утверждает, что два независимых эксперта, которые обследовали тела более тщательно, также не обнаружили никаких следов пыток. Один из членов CPT добавил, что он считает заявления о применении пыток «продолжением демонизации противника»[25]. Результаты независимого вскрытия не были обнародованы.

После смерти Фокса CPT выпустила заявление с соболезнованиями и просьбой ко всему миру не «демонизировать и не очернять других, независимо от того, что они сделали». Они цитировали самого Фокса, говорившего: «Мы отвергаем насилие для наказания кого-либо … Мы прощаем тех, кто считает нас своими врагами».

#### Военные действия по освобождению заложников
23 марта 2006 года три оставшихся заложника были освобождены коалиционными силами, состоящими из представителей английских, американских и канадских спецподразделений, из здания, расположенного в районе Мансур в Багдаде. В тот момент в здании не было найдено ни одного из похитителей. Британское информационное агентство The Daily Telegraph сообщило, что «была заключена сделка с человеком, задержанным накануне вечером, который оказался одним из лидеров похитителей. Ему разрешили позвонить и предупредить своих подчиненных, чтобы они оставили похищенных в здании. Когда войска подошли и обнаружили, что заключенные живы, они отпустили его, как и обещали». Британский министр иностранных дел Джек Стро подтвердил, что в ходе спасательной операции не было произведено ни одного выстрела, и никто не пострадал.
Выжившие заложники были в хорошем состоянии здоровья. Во время пребывания в плену им было разрешено заниматься физическими упражнениями, Кембер получал необходимые ему лекарства.

#### Обвинения в неблагодарности по отношению к военным
Несмотря на радость, что заложники были освобождены, CPT возложили ответственность за похищение на саму коалицию: «Мы считаем, что незаконная оккупация Ирака многонациональными силами является основной причиной отсутствия безопасности, которая и привела к этому похищению и вызвала так много боли и страданий в Ираке».
Было сообщено, что CPT не сотрудничает с представителями Особых воздушных войск, которые координировали операцию по спасению заложников. Содиректор CPT Дуг Притчард (Doug Pritchard) заявил, что они не хотели устраивать «военный поход», а предпочитают работать с дипломатами.
CPT и жертвы похищения были подвергнуты критике за нежелание поблагодарить военных, которые их освободили. В первом заявлении CPT, сделанном сразу после освобождения заложников, отсутствует какое-либо выражение благодарности по отношению к солдатам, принимавшим участие в операции, но такое заявление было сделано спустя 12 часов, с признательностью за то, что в ходе проведения операции не было сделано ни одного выстрела. Генерал сэр Майк Джексон, командующий британскими вооруженными силами, сказал в интервью 4-му британскому каналу, что он «опечален тем, что там, кажется, [мистером Кембером] не была высказана благодарность солдатам, которые рисковали своей жизнью, чтобы спасти их жизни». Позже Джеймс Лоуни и Норман Кембер публично поблагодарили солдат за своё спасение. Хармит Суден также выступил с заявлением, в котором благодарил солдат за спасение.
По возвращении в Новую Зеландию 27 марта 2006 года Хармит Суден был предупреждён премьер-министром Хеленой Кларк, чтобы он не думал возвращаться в Ирак. Она сказала: «правительство Новой Зеландии постоянно говорит вам: не ходите туда. Вы идёте в зону военных действий. Это очень, очень опасное место. Новая Зеландия не представлена в Ираке ни в каком качестве, и мы не будем в состоянии ничем вам помочь».

#### Отказ от дачи показаний
8 декабря 2006 года трое бывших заложников провели пресс-конференцию в Сент-Этельбургском Центре примирения, в Лондоне, чтобы объявить, что они не будут давать показания в суде против своих похитителей, если есть вероятность, что они будут приговорены к смертной казни. В соответствии с иракским законом, похищение людей в настоящее время карается смертной казнью. Лоуни сказал: «Мы не испытываем никакой ненависти по отношению к ним и не имеем никакого желания покарать их». Экс-заложники также заявили, что, если они и выступят в суде, то это, вероятно, будет только просьба о помиловании своих похитителей.

#### Воспоминания участников
23 марта 2007 года, через год после освобождения трёх заложников, Норман Кембер опубликовал книгу «Заложники в Ираке», в которой он рассказал историю своего плена и включил свои ранее не публиковавшиеся рисунки и записи, сделанные им во время своего плена, когда он изобретал игры со своими собратьями-пленниками.
5 июня 2008 года CPT опубликовали сборник эссе участников инцидента, в том числе Кембера, Судена и Лоуни. В ней рассматриваются события, связанные с похищением, с нескольких точек зрения, в том числе тех участников CPT, которые оставались в Багдаде во время инцидента; активистов CPT, работающих в других командах (в Палестине, Колумбии, Чикаго и в офисе в Торонто); друзей, сочувствующих и членов семей заложников.
Издательство Knopf Canada собирается опубликовать книгу, написанную Джеймсом Лоуни весной 2011 года.

## Работа в Колумбии
В Колумбии, в городе Барранкабермехе, с 2001 года присутствует отряд CPT. Основным направлением их деятельности является сопровождение ряда общин вдоль реки Опон, притока реки Магдалены. Фермеры и рыбаки из этих общин должны были покинуть её в 2000 году из-за тяжелых боёв между Объединёнными силами самообороны Колумбии (AUC) и Революционными вооружёнными силами Колумбии (FARC). Так как в 2001 году члены общины вернулись в свои дома, CPT были вынуждены почти ежедневно присутствовать в этом районе, чтобы поддерживать людей, предотвращать запугивание как со стороны AUC, так и FARC и собирать свидетельства о нарушении прав человека, когда они происходят. CPT также сотрудничают с колумбийскими женскими и правозащитными организациями, присутствующими в Барранкабермехе, в их усилиях по сокращению угроз и насильственных действий, совершаемых в этом городе AUC.

## Работа в штате Чьяпас, Мексика
В прошлом CPT действовали и в Мексике, в штате Чьяпас, где разразился вооружённый конфликт между Сапатистской армией национального освобождения и правительством Мексики. Постоянное присутствие CPT началось в июне 1998 года. В штате Чьяпас CPT тесно сотрудничали с христианской общественной организацией «Las Abejas» (пчёлы), которая разделяет их приверженность ненасилию. Их совместная деятельность включала хождение на совместную молитву с представителями основных мексиканских вооружённых групп.

## Работа на Палестинских территориях
CPT имеет две команды на Палестинских территориях, одну в Хевроне и одну в Ат-Тувани (en:At-Tuwani). Частью их повседневной жизни стало патрулирование школ, мониторинг насилия в отношении поселенцев и вторжения израильских солдат в их дома. Также Команды выступают против сноса зданий. CPT считают, что израильская оккупация является «насильственной», и что примирение между палестинцами и израильтянами может состояться только после того, как оккупация закончится.
В 2004 году два члена CPT, Ким Ламберти (Kim Lamberty) и Крис Браун (Chris Brown), в Ат-Тувани были серьёзно ранены в результате нападения на них израильских поселенцев, когда они вели детей в школу. Через несколько дней на членов CPT, «Миссии Голубь» (Operation Dove) и Международной амнистии вновь было совершено нападение. В ответ на это израильская Комиссия кнессета по правам ребёнка распорядилась, чтобы палестинских детей в школу в Ат-Тувани сопровождали солдаты. Тем не менее, отчеты CPT свидетельствуют, что по состоянию на 10 ноября 2006 года поселенцы напали или преследовали школьников 40 раз, несмотря на распоряжения Комиссии кнессета по правам ребёнка.
CPT осуждали насилие также и со стороны палестинцев против израильских граждан. Например, когда автобусный маршрут № 18 компании «Эгед Таавура» бомбили два воскресенья подряд, участница CPT Кэти Керн (Kathy Kern) сделала публичное заявление, что она в знак протеста будет ездить на этом автобусе в следующее воскресенье.

## Инцидент в США
Восемь членов CPT были арестованы в июле 2007 года, когда они вторглись в офис американского сенатора Ричарда Дурбина в Чикаго, чтобы склонить его голосовать против активизации военных действий в Ираке. Швед Мартин Смедебак (Martin Smedjeback) в интервью христианскому журналу «День» («Dagen») сказал, что «христиане, согласно посланию Иисуса, имеют особую миссию в этом мире. Иисус сказал, что мы должны любить наших врагов и созидать мир».
Суд над активистами состоялся 13 августа 2007 года.